# Harold Hitz Burton
Harold Hitz Burton (Boston, 22 de junho de 1888 – 28 de outubro de 1964) foi um político e advogado americano. Ele serviu como o 45º prefeito de Cleveland, Ohio, como um senador dos EUA por Ohio e como um juiz associado da Suprema Corte dos Estados Unidos.

## Vida
Nascido em Boston, Burton exerceu a advocacia em Cleveland depois de se formar na Harvard Law School. Depois de servir no Exército dos Estados Unidos durante a Primeira Guerra Mundial, Burton tornou-se ativo na política do Partido Republicano e venceu a eleição para a Câmara dos Representantes de Ohio. Depois de servir como prefeito de Cleveland, Burton venceu a eleição para o Senado dos Estados Unidos em 1940. Após a aposentadoria do juiz associado Owen J. Roberts, o presidente Harry S. Truman indicou com sucesso Burton para a Suprema Corte. Burton serviu na corte até 1958, quando foi sucedido por Potter Stewart.

Burton era conhecido como um jurista imparcial, pragmático e um tanto laborioso que preferia governar com base em fundamentos técnicos e procedimentais, em vez de constitucionais. Ele também era visto como um juiz afável que ajudou a aliviar a tensão no tribunal durante um período extremamente amargo. Ele escreveu a opinião majoritária em Joint Anti-Fascist Refugee Committee v. McGrath (1951) e Lorain Journal Co. v. Estados Unidos (1951). Ele também ajudou a moldar a decisão unânime da Corte em Brown v. Board of Education (1954).